# 349
- Wikisource

| Calendário gregoriano                                                        | 349 CCCXLIX                     |
| Ab urbe condita                                                              | 1102                            |
| Calendário arménio                                                           | -203 – -202                     |
| Calendário bahá'í                                                            | -1495 – -1494                   |
| Calendário budista                                                           | 893                             |
| Calendário chinês                                                            | 3045 – 3046                     |
| Calendário copta                                                             | 65 – 66                         |
| Calendário etíope                                                            | 341 – 342                       |
| Calendários hindus - Vikram Samvat - Calendário nacional indiano - Cáli Iuga | 404 – 405 270 – 271 3449 – 3450 |
| Calendário Holoceno                                                          | 10349                           |
| Calendário islâmico                                                          | 282 BH – 281 BH                 |
| Calendário judaico                                                           | 4109 – 4110                     |
| Calendário persa                                                             | 273 BP – 272 BP                 |
| Calendário rúnico                                                            | 599                             |
| Calendário solar tailandês                                                   | 892                             |

349 (CCCXLIX, na numeração romana) foi um ano comum do século IV que começou num domingo, segundo o calendário juliano.  Segundo o horóscopo chinês, foi o ano do Galo.
| Ano completo                   |
| ------------------------------ |
| Ano comum com início ao sábado |